# (3523) Arina
(3523) Arina est un astéroïde de la ceinture principale.

## Description
(3523) Arina est un astéroïde de la ceinture principale. Il fut découvert le 3 octobre 1975 à Nauchnyj par Lioudmila Tchernykh. Il présente une orbite caractérisée par un demi-grand axe de 2,37 UA, une excentricité de 0,13 et une inclinaison de 9,7° par rapport à l'écliptique.

## Compléments